# Volet thoracique
 Mise en garde médicale
Le volet thoracique ou volet costal est un type de fracture costale touchant au moins trois côtes adjacentes, chacune avec au moins deux fractures (soit six fractures au total). Ce type de fracture apparaît après un accident à haute énergie. L'un des symptômes est la respiration paradoxale.